# A Cristo
 A Cristo – wiersz autorstwa Jesúsa Balmoriego z 1948.
Stanowi ostatni, w zasadzie przedśmiertny utwór poetycki Balmoriego. Autor, zmagający się z rakiem gardła, napisał go na dzień przed swoim odejściem, z dedykacją dla swojej żony. Jest zwięzłym, przepełnionym bólem wezwaniem podmiotu lirycznego, skierowanym bezpośrednio do Chrystusa.
Opublikowany pierwotnie na łamach Voz de Manila, dokładnie w dniu zgonu twórcy. Wielokrotnie reprodukowany w latach późniejszych, tak w prasie jak i w antologiach literackich. Tłumaczony na angielski. Czasem uznawany, ze względu na dramatyczne okoliczności powstania, za dowód oddania z jakim Balmori poświęcił się poetyckiemu rzemiosłu.